# Keresztes Mihály
Ifj. Keresztes Mihály (Orosháza, 1902. január 15. – Budapest, 1984. november 7.) asztalos, szociáldemokrata, majd kommunista politikus, Békés vármegye főispánja.

## Élete
Id. Keresztes Mihály és Katona Julianna fiaként született hatgyermekes munkáscsaládba. Édesapja, ahogy korábban nagyapja és dédapja is, téglagyári munkás volt, édesanyja pedig háztartásbeli. Ifjabb Mihály 13 évesen cselédnek állt az Orosháza környéki tanyákon, majd 16 évesen kisbéres lett. Nem sokkal ezután, 1920-ban meghalt édesapja. Iskolába ugyancsak Orosházára járt, tanulmányai során kitanulta az asztalosságnak szinte minden ágát. Mestere 1924 és 1926 között Gubicza Géza volt, majd 1926. február 13-án kiállították segédlevelét.
1921-ben lépett be az MSZDP-be, ahol 1927-ben előbb a helyi, majd pedig az orosházi került titkárává tették meg. 1929-ben Békés vármegye törvényhatósági bizottságába is bekerült, ahol a szociáldemokrata frakció intézőbizottságának titkára lett. Mindeközben tagja volt a munkásdalárdának, az eszperantó csoportnak és az Orosházi Munkás Testedző Körnek is. A munkásművelődésbe is bekapcsolódott, erre a célra vándorkönyvtárakat szervezett; de a Népszava rendszeres vidéki tudósítója is volt. Az újságnál szerzett tapasztalatain felbuzdulva 1936. május 1-től az ő felelős szerkesztésében jelent meg a Fáklya című társadalmi, politikai, közgazdasági, irodalmi és művészeti szemle az orosházi szociáldemokrata pártszervezet kiadásában. Eleinte évi 10 számot terveztek megjelentetni, de a lap az ötödik szám után megszűnt.
1937-ben letartóztatták, majd két hónap elzárásra ítélték, melyet a szegedi Csillag börtönben töltött le. 1941. augusztus 4-én Kistarcsára internálták, majd még ugyanabban az évben Nagykanizsára szállították át. Ott 1942. március 20-án fegyveres büntetőszázadba osztották be, majd Szombathelyre küldték kiképzésre. Júliusban Sopronba irányították át, majd pedig augusztus 17-én a keleti frontra indították útnak. Ukrajnában két hónapot töltött. Szeptemberben a büntetőszázad feloszlatása után a 4. honvédezredbe került, ahonnan többszöri betegeskedés után 1943. szeptember 20-án szerelt le.
A háború után mint pártszervező 1944. október 8-án három társával együtt létrehozta az MKP orosházi szervezetét, ahol Keresztes a titkári funkciókat látta el, emellett a Népakarat című lap szerkesztőbizottságában is munkálkodott. Amikor december 13-án megalakult az Ideiglenes Nemzetgyűlés, ennek Előkészítő Bizottságától több Dél-Magyarországi város választásainak lebonyolítását kapta feladatul. December 26-án az MKP Dél-Magyarországi Területi Bizottságának titkárává nevezték ki, melynek hatásköre Arad, Békés, Csanád, Csongrád és Torontál vármegye területére terjedt ki. Ezt és a hasonló területi titkárságokat azonban az MKP Központi Vezetősége 1945. november 22-én határozatban megszüntette, így Keresztest is menesztették. Ekkor Szobek András békési főispánt közellátási államtitkárrá nevezték ki, utódja pedig Keresztes lett. Elődjéhez hasonlóan főispánsági teendői mellett közellátási kormánybiztosként is funkcionált. Főispánként gyorsan munkához látott, azonnal megindította a közmunkákat. Leginkább az aszályos területek megsegítésére, a burgonya árának leszállítására és az újgazdák vetőmaggal való ellátására törekedett. E kettős hivatalából 1947 végén mentették fel.
Leváltása után az MKP Központi Vezetőségéhez került, itt a falusi igazgatás irányítójaként munkálkodott. Keresztes már korábban is tagja volt a Központi Vezetőségnek, majd pártjának az MSZDP-vel való összeolvadása után az utódpárt, az MDP Központi Vezetőségének is tagja maradt egészen 1954 márciusáig. Mindezek mellett két éven át az MKP mezőgazdasági osztályát is vezette, 1951 és 1953 között pedig a földművelésügyi miniszter első helyettese volt. Ezután 1957-ig a Mezőgazdasági és Szövetkezeti Banknak, valamint a Magyar Nemzeti Bank Mezőgazdasági Hitelintézetének ügyvezető igazgatója lett, ahonnan visszakerült miniszterhelyettesnek 1960-ig. Időközben Csongrád megye és Szeged város kormányösszekötője is volt, majd 1962-ben az edelényi járás tanácselnökeként vonult nyugdíjba. Érdemei elismeréséül a Magyar Szabadság Érdemrend ezüst fokozatával és a Magyar Népköztársasági Érdemrend II. fokozatával tüntették ki. Életéről kétkötetes visszaemlékezést irt.

### Kutatható iratanyaga
Miniszterhelyettesi működési időszakából 0,24 iratfolyóméternyi (2 doboznyi), maradandó értékűnek minősített iratanyaga került az Országos Levéltár, mai nevén Magyar Nemzeti Levéltár Országos Levéltára őrizetébe, ahol az a XIX-K-1-ab törzsszámon kutatható.